# Aïssey
Aïssey település Franciaországban, Doubs megyében. Lakosainak száma 165 fő (2022. január 1.). Aïssey Bretigney-Notre-Dame, Orsans, Saint-Juan, Côtebrune, Magny-Châtelard, Dammartin-les-Templiers és Chaux-lès-Passavant községekkel határos.

## Népesség
A település népességének változása:
| Lakosok száma | 160  | 137  | 163  | 165  | 179  | 181  | 169  | 163  | 163  | 165  |
|               | 1968 | 1982 | 1990 | 2006 | 2013 | 2015 | 2017 | 2019 | 2020 | 2022 |